# Ngahuia Te Awekotuku
Ngahuia Te Awekotuku   (Hospital de Rotorua, 1949), abans Ngahuia Volkerling, és una activista lesbiana, feminista, escriptora i investigadora maori especialitzada en la cultura aborigen de Nova Zelanda. És coneguda en part perquè el 1972 se li va denegar un visat per a visitar els Estats Units a causa de la seva sexualitat.

## Trajectòria

### Vida primerenca i formació
Te Awekotuku va néixer a l'Hospital de Rotorua el 1972, amb ascendència dels iwis Ngati Whakaue (Te Arawa), Tamakaimoana (Tūhoe) i Ngati Mahuta (Waikato). També té avantpassats samis de Noruega i francesos i alemanys. Va estudiar la primària a St Michael's Primary i la secundària a la Rotorua Girls' High School i a la Western Heights High School. Més tard, va estudiar a la Universitat d'Auckland, a la Universitat de Waikato i a la Universitat de Hawaii. Va centrar la seva tesi de màster en l'escriptora Janet Frame i la seva tesi doctoral en els efectes del turisme en el poble Te Arawa.

### Activisme
En l'etapa universitària, entre la dècada del 1970 i la del 1980, va formar part del grup d'activisme maori Ngā Tamatoa i es va implicar en el moviment feminista i el moviment social LGBT. El 1971, va organitzar una protesta de sis estudiants de la Universitat d'Auckland per la manca d'avenços en matèria d'igualtat de gènere des de l'obtenció del vot a 1893. Simbòlicament, van dur un taüt en una processó funerària fins a l'Estàtua de la Reina Victòria a l'Albert Park. La protesta va rebre certa atenció mediàtica, però no va obtenir resultats. D'altra banda, l'activisme de Te Awekotuku va ser desaprovat per altres dones maoris per avantposar un problema dels «pākehā» a la lluita pels drets dels aborígens. També va rebre crítiques d'algunes feministes, com ara la conservadora Connie Purdue, per voler establir lligams entre el moviment feminista i el lèsbic.

### Carrera
Te Awekotuku va treballar en els sectors patrimonial, cultural i acadèmic com a comissària, conferenciant, investigadora i activista. Va cobrir en la recerca qüestions de gènere, museus, modificació corporal, poder i impotència, espiritualitat i rituals. Va ser curadora d'etnologia al Museu Waikato, professora d'història de l'art a la mateixa Universitat d'Auckland i professora d'estudis maoris a la Universitat Victòria de Wellington, com també professora d'investigació i desenvolupament a la Universitat de Waikato. Juntament amb Marilyn Waring, va contribuir amb l'article «Foreigners in our own land» (lit. ‘Estrangers a la nostra terra’) a l'antologia feminista del 1984 Sisterhood Is Global: The International Women's Movement Anthology, editada per Robin Morgan. També s'ha dedicat al llarg de la vida a l'escriptura literària, en què ha destacat per contar la seva experiència com a maori lesbiana en una societat rural i també per haver reimaginat la mitologia maori amb la introducció de presència takatāpui. De fet, se li atribueix haver reencunyat aquest terme juntament amb Lee Smith als anys 80, basant-se en els escrits de Wīremu Maihi Te Rangikāheke. Malgrat que ara és jubilada, encara escriu i orienta estudiants, d'entre els quals destaca Mere Whaanga.

### Recerca
La recerca de Te Awekotuku tracta extensament la pràctica tradicional i contemporània dels tā moko, els tatuatges propis dels maoris. El 2007, va signar el llibre Mau Moko: the world of Maori tattoo, en coautoria amb Linda Waimarie Nikora, que parla d'aquest tema; va ser el fruit d'un projecte d'investigació de cinc anys realitzat per la Unitat de Recerca dels Maoris i Psicologia de la Universitat de Waikato, finançat per una subvenció pública del Fons Marsden. Així mateix, el 2009, Te Awekotuku i Nikora van rebre una nova subvenció del Fons Marsden de 950.000 dòlars com a investigadores principals de la dita unitat recerca per al projecte «Apakura: the Maori way of death» (lit. ‘Apakura: la manera de morir dels maoris’). També van obtenir 250.000 dòlars addicionals de l'Institut Nacional d'Excel·lència en Recerca Nga Pae o te Maramatanga per a explorar les pràctiques passades i actuals al voltant de tangihanga, els ritus funeraris de la societat maori.

### Denegació del visat
El 1972, li van denegar un permís de visita als Estats Units perquè era homosexual. Es creu que podria haver passat perquè en una entrevista televisiva del 1971 s'havia definit com a «dona sàfica». Amb tot, la difusió mediàtica de l'incident va propulsar la formació d'organitzacions per l'alliberament gai a Nova Zelanda.

## Reconeixements
En la llista d'honors d'Any Nou del 2010, va ser nomenada membre de l'Orde del Mèrit de Nova Zelanda pel seu servei a la cultura maori. El 2017, va rebre una medalla del Museu d'Auckland. El mateix any, també va ser seleccionada per al projecte 150 women in 150 words de la Royal Society Te Apārangi, que commemorava les contribucions de 150 dones al coneixement col·lectiu a Nova Zelanda.

## Vida personal
És lesbiana. La seva parella sentimental és Linda Waimarie Nikora.

## Obra selecta

### Ficció
- Te Awekotuku, Ngahuia. Tahuri: Short Stories (en anglès).  New Women's Press, 1989. ISBN 9780908652426.

### No-ficció
- Malcolm-Buchanan, Vincent; Te Awekotuku, Ngahuia; Waimarie Nikora, Linda «CLOAKED IN LIFE AND DEATH: Korowai, kaitiaki and tangihanga» ( PDF) (en anglès). MAI Journal, 1, 1, 2012, pàg. 50-60.
- Moeke-Maxwell, Tess; Waimarie Nikora, Linda; Te Awekotuku, Ngahuia «End-of-Life Care and Māori Whānau Resilience» ( PDF) (en anglès). MAI Journal, 3, 2, 2014, pàg. 140-152.
- Te Awekotuku, Ngahuia (en anglès) He tikanga whakaaro : research ethics in the Maori community : a discussion paper. Ministeri d'Afers Maoris [Wellington], 1991.
- Te Awekotuku, Ngahuia. Mana Wahine Maori: Selected Writings on Maori Women's Art, Culture and Politics (en anglès).  New Women's Press, 1991. ISBN 9780908652631.
- Te Awekotuku, Ngahuia. Mau Moko: The World of Maori Tattoo (en anglès).  Nova Zelanda: Penguin Group, 30 setembre 2011. ISBN 978-0143566854.